# Bröthen (Hoyerswerda)
Bröthen, obersorbisch Brětnja, ist ein Dorf im Ortsteil Bröthen/Michalken der sächsischen Großen Kreisstadt Hoyerswerda im Landkreis Bautzen. Es liegt im sorbischen Siedlungsgebiet der Oberlausitz.

## Geographie

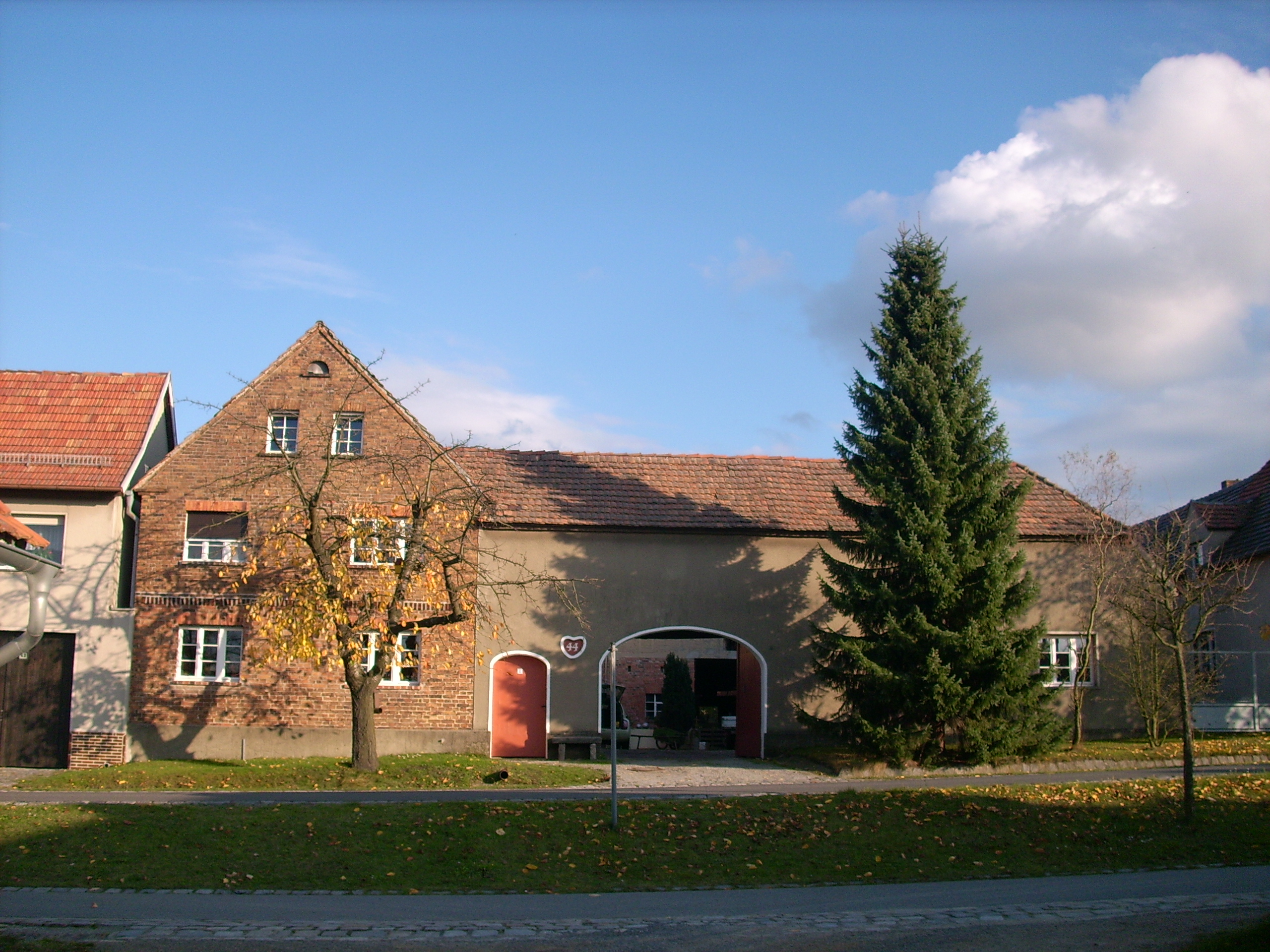
denkmalgeschütztes Gehöft mit Feldscheune (Fachwerk)

Das Dorf Bröthen, wie auch das südsüdöstlich von ihm gelegene Michalken, liegt westsüdwestlich der Hoyerswerdaer Altstadt. Klein Neida im Osten und Schwarzkollm im Westen sind jeweils etwa drei Kilometer (Luftlinie) entfernt.
Südlich von Bröthen und etwas nördlich des Michalkener Ortskerns, verläuft die aus Hoyerswerda kommende Bundesstraße 97 südwestwärts durch eine größere Heidelandschaft über Neukollm nach Bernsdorf.

## Geschichte
Bröthen wurde 1401 als Pritthun erstmals urkundlich erwähnt. Im Jahr 1568 übte die Standesherrschaft Hoyerswerda die Grundherrschaft aus. Im Jahr 1895 bemaß die Gemarkung Bröthen 932 Hektar. In der DDR-Zeit gehörte der Ort zum Kreis Hoyerswerda im Bezirk Cottbus. 1950 schlossen sich Bröthen und der Nachbarort Michalken zusammen. Nach Wende und Wiedervereinigung wurde die Gemeinde Teil des neu gegründeten Freistaates Sachsen im Landkreis Hoyerswerda. Am 1. Juli 1993 erfolgte die Eingemeindung in die Stadt Hoyerswerda als Ortsteil Bröthen/Michalken. 1996 wurde sie kreisfrei. Im Zuge der Kreisreform in Sachsen verlor die Stadt ihre Kreisfreiheit wieder und wurde Teil des Landkreises Bautzen.
Die Einwohnerschaft von Bröthen war ursprünglich sorbischsprachig. Gemäß der Statistik von Arnošt Muka lebten hier 1884/85 insgesamt 333 Einwohner, davon 321 Sorben (96 %). Ernst Tschernik ermittelte Mitte der 1950er Jahre noch einen sorbischsprachigen Bevölkerungsanteil von 38,1 %, darunter 93 sorbische Jugendliche.

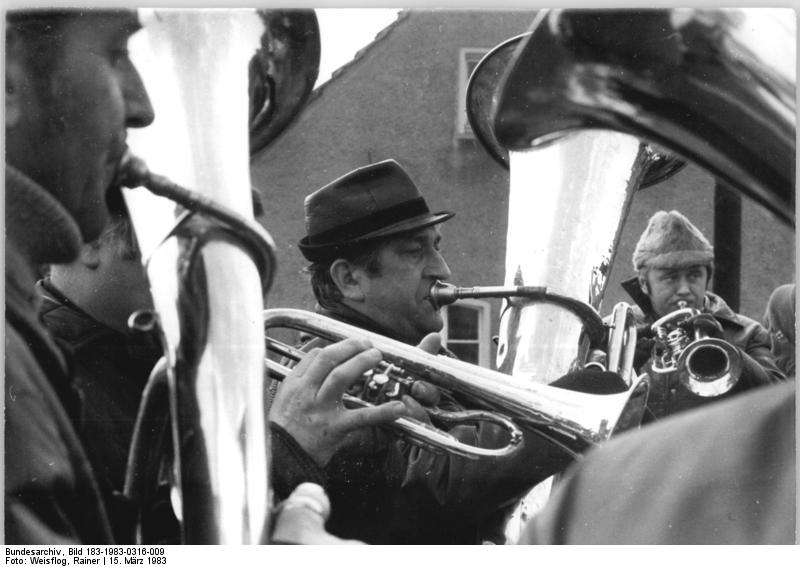
Bröthener Blasmusikanten, 1983
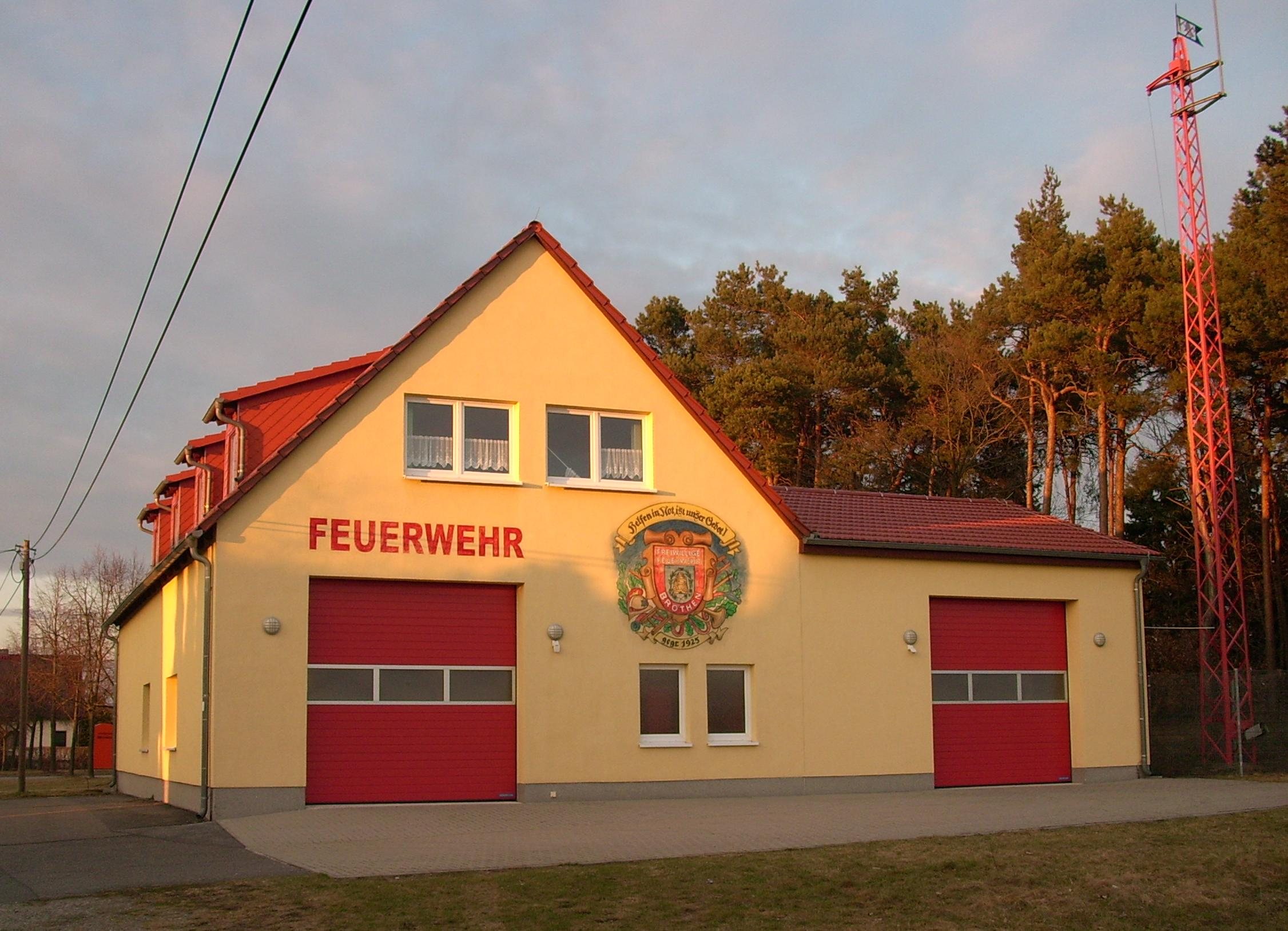
Freiwillige Feuerwehr Bröthen
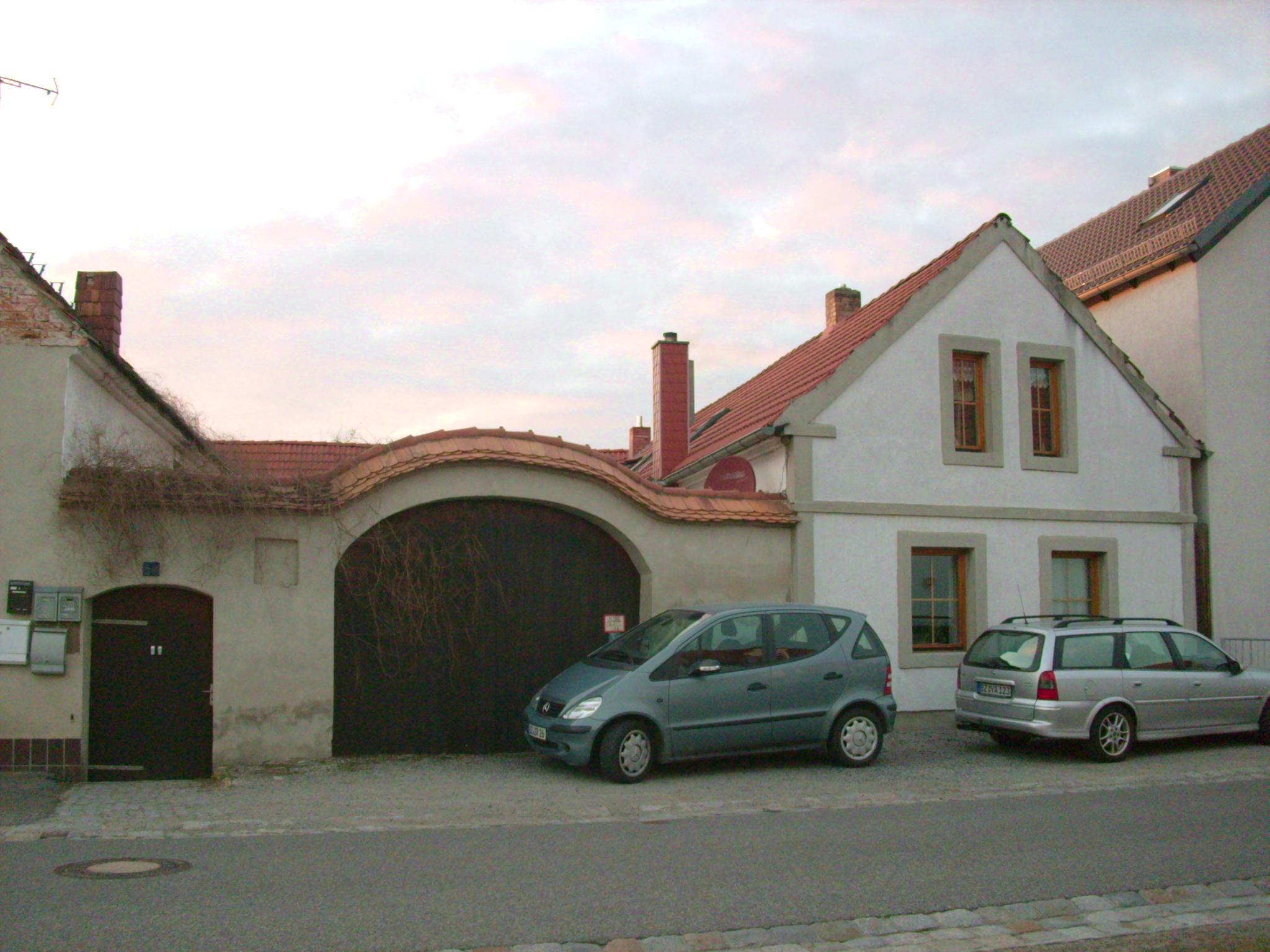
Vierseithof mit Torbogen
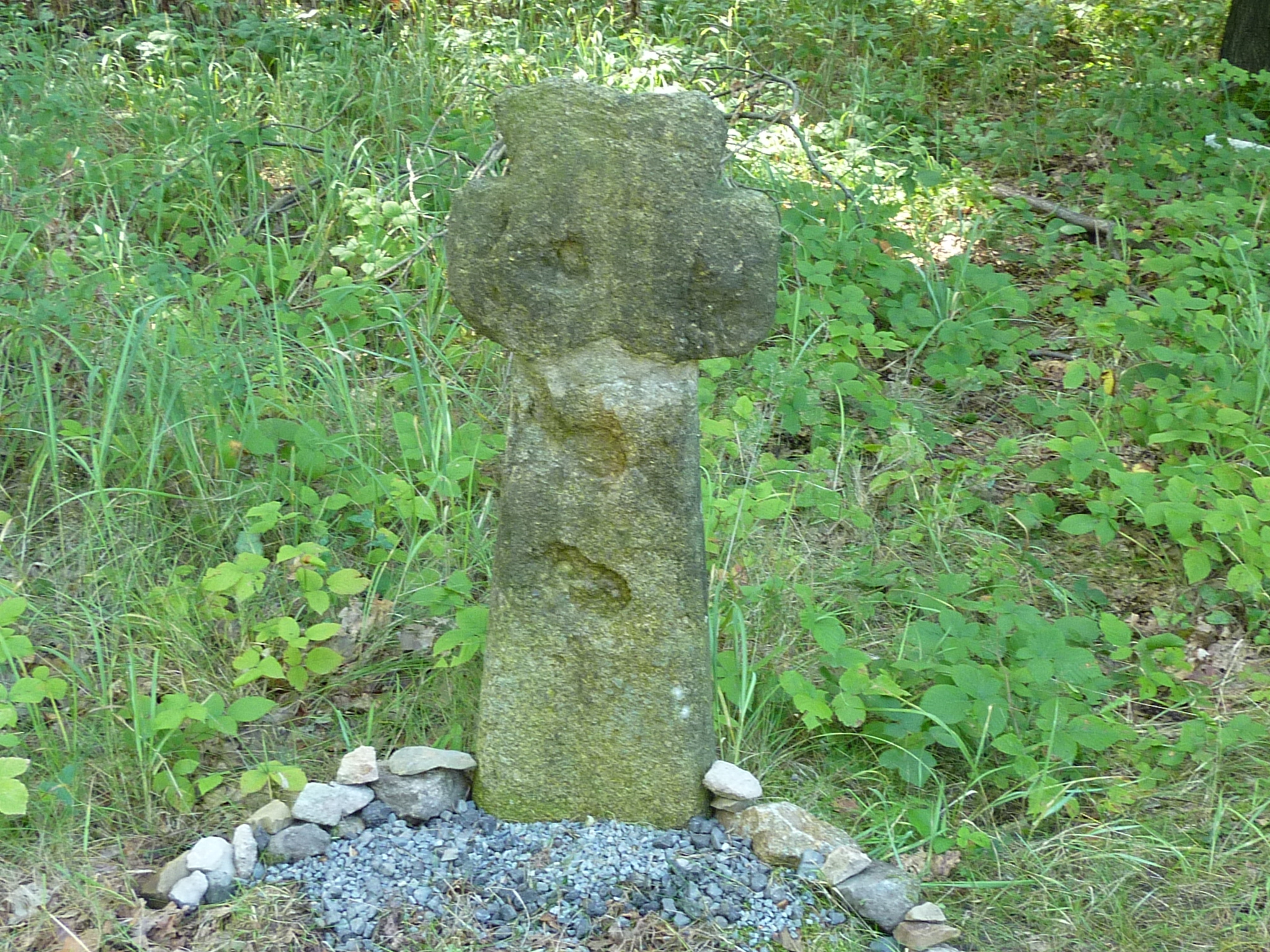
Steinkreuz am Schäferweg